# Марш на Реймс
Марш на Реймс состоялся летом 1429 года во время Столетней войны. Поход французской армии под командованием короля Карла VII и Жанны д’Арк привёл к освобождению части территории Франции, в том числе и Реймса, в котором король был торжественно коронован.

## Предыстория
21 мая 1420 года в Труа между Англией и Францией был заключен договор по которому король Англии Генрих V объявлялся наследником короля Карла VI Безумного в обход законного наследника дофина Карла. В июне того же года состоялось венчание короля Генриха V и Екатерины Валуа. В браке у них родился сын, будущий Генрих VI, который должен был унаследовать две короны.
В 1422 году умерли короли Генрих V и Карл VI, после чего наследником тронов Англии и Франции стал Генрих VI, которому не было и года. Регентом обеих королевств стал дядя короля-младенца герцог Бедфорд. Дофин Карл не признал договор и провозгласил себя королём Франции, взяв под контроль регион с центром в городе Бурж. Вскоре его власть была признана некоторыми провинциями.

## Поход на Реймс
18 июня 1429 года французы под командованием Жанны д’Арк одержали решительную победу над англичанами в битве при Пате. Победа вселила уверенность во французов в скором изгнании англичан из страны. Карл VII не был коронован, поскольку Реймс, в котором традиционно короновали королей Франции, был под контролем герцога Бургундского. Жанна д’Арк настаивала на коронации Карла в Реймсе. 25 июня был объявлен сбор французской армии в Жьене, где собралось 12 000 солдат французской армии.
29 июня французская армия выступила в поход. Продвижение французской армии вглубь страны без сопротивления историки связывают с деморализацией англичан и бургундцев после битвы при Пате. Когда французы подошли к Осеру, гарнизон сохранил нейтралитет и позволил французам разбить лагерь и пополнить запасы продовольствия. Затем армия короля двинулась на Труа, который 4 июля был взят в осаду. Осада продолжалась пять дней, после чего город открыл ворота, поскольку французы готовились к штурму.
16 июля Реймс после переговоров с дофином открыл городские ворота и французы вошли в город.

## Последствия
На следующий день, 17 июля, Карл VII был коронован в Реймсском соборе в присутствии Жанны д’Арк, держащей в руках королевское знамя. Она опустилась перед ним на колени и сказала, что выполнила то, что повелел ей Бог.